# Bachantahui
Bachantahui es un ejido del municipio de Huatabampo ubicado en el sur del estado mexicano de Sonora. Según los datos del Censo de Población y Vivienda realizado en 2010 por el Instituto Nacional de Estadística y Geografía (INEGI), Bachantahui tiene un total de 700 habitantes.

## Geografía
Bachantahui se sitúa en las coordenadas geográficas 26°46′21″ de latitud norte y 109°37′58″ de longitud oeste del meridiano de Greenwich, a una elevación de 5 metros sobre el nivel del mar.